# إسماعيل بن فؤاد الأول
الأمير إسماعيل بن فؤاد الأول هو الابن الأكبر للملك فؤاد الأول من زوجته الأولى الأميرة شويكار، ولد عام 1896 ومات في 6 يوليو 1897 قبل أن يبلغ عاما من عمره ودفن في مقابر أسرة الأميرة شيوه كار بالقاهرة.

قبر الأمير إسماعيل بن الملك فؤاد والأميرة شيوه كار